# Haplostoma kimi
Haplostoma kimi – gatunek widłonoga z rodziny Botryllophilidae. Nazwa naukowa tego gatunku skorupiaków została opublikowana w 2001 roku przez koreańskich zoologów In-Soon Seo i Kyung-Sook Lee.